# Pszeniec różowy
Pszeniec różowy (Melampyrum arvense L.) – gatunek rośliny rocznej z rodziny zarazowatych. Występuje w Europie oraz części Azji (Turcja, Kaukaz, Syberia). Jest półpasożytem.

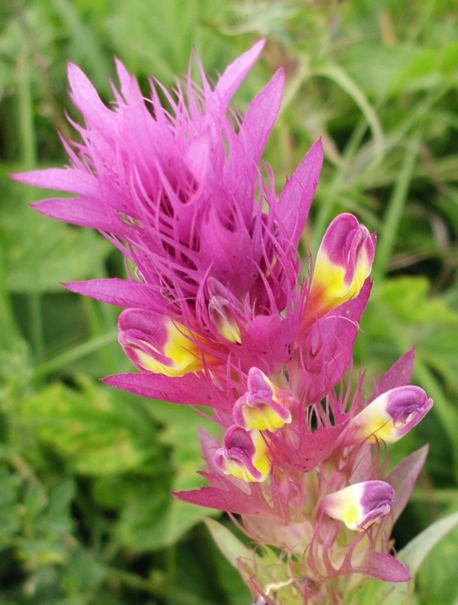
Kwiatostan pszeńca różowego

## Morfologia i biologia
PokrójRoślina wzniesiona, gałęzista. Osiąga rozmiar do 15–50 cm.
LiścieLancetowate, całobrzegie, siedzące, naprzeciwległe.
KwiatyPrzysadki pierzastowcinane, czerwone. Korona czerwona lub jasnożółta do 2 cm. Kwitnie od czerwca do sierpnia.
SiedliskoSuche łąki, zarośla, pola.
Roślina trującaZawiera aukubinę.